# Discographie de Meghan Trainor
Cet article présente la discographie de Meghan Trainor.

## Albums

### Album studio
| Titre        | détails                                                                   | classement | classement | classement | classement | classement | classement | classement | classement | classement | classement | ventes                        | Certifications                                                                                   |
| Titre        | détails                                                                   | USA        | AUS        | AUT        | CAN        | ALL        | JPN        | NLD        | NZ         | SWE        | UK         | ventes                        | Certifications                                                                                   |
| ------------ | ------------------------------------------------------------------------- | ---------- | ---------- | ---------- | ---------- | ---------- | ---------- | ---------- | ---------- | ---------- | ---------- | ----------------------------- | ------------------------------------------------------------------------------------------------ |
| Title        | - Sortie : 9 janvier 2015 - Label: Epic - Format: CD, téléchargement, LP  | 1          | 1          | 13         | 1          | 14         | 58         | 16         | 1          | 5          | 1          | - US: 1,007,000 - UK: 185,000 | - ARIA : 2 × Platine - BPI : Platine - GLF : Platine - MC : Or - RIAA : Platine - RMNZ : Platine |
| Thank You    | - Sortie : 13 mai 2016 - Label: Epic - Format: CD, téléchargement, LP     | 3          | 3          | 20         | 4          | 25         | 39         | 20         | 5          | 22         | 5          |                               |                                                                                                  |
| Treat Myself | - Sortie : 31 janvier 2020 - Label: Epic - Format: CD, téléchargement, LP |            |            |            |            |            |            |            |            |            |            |                               |                                                                                                  |

### Extended Plays
| Title                   | - Sortie : 9 septembre 2014 - Label: Epic - Formats: EP, téléchargement | 15 | 17 | 35 | - US: 171,000 |
| Spotify Sessions        | - Sortie : 6 mars 2015 - Label: Epic - Formats: streaming               | —  | —  | —  | -             |
| "—" signifie non-classé |                                                                         |    |    |    |               |

## Singles

### Artiste principal
| Titre                                                        | année | classement | classement | classement | classement | classement | classement | classement | classement | classement | classement | Certifications | Album                          |
| Titre                                                        | année | US         | AUS        | AUT        | CAN        | ALL        | JPN        | P-B        | NZ         | SWE        | UK         | Certifications | Album                          |
| ------------------------------------------------------------ | ----- | ---------- | ---------- | ---------- | ---------- | ---------- | ---------- | ---------- | ---------- | ---------- | ---------- | --- | ------------------------------ |
| All About That Bass                                          | 2014  | 1          | 1          | 1          | 1          | 1          | 10         | 3          | 1          | 3          | 1          | - ARIA : 7 × Platine - BPI : Platine - BVMI : Platine - IFPI AUT : Or - IFPI SWE : 3 × Platine - MC : 6 × Platine - RIAA : 10 × Platine - RMNZ : 3 × Platine | Title                          |
| Lips Are Movin                                               | 2014  | 4          | 3          | 6          | 7          | 10         | 60         | 10         | 5          | 28         | 2          | - ARIA : 2 × Platine - BPI : Or - BVMI : Or - IFPI SWE : Or - MC : 2 × Platine - RIAA : 4 × Platine - RMNZ : Platine                                         | Title                          |
| Dear Future Husband                                          | 2015  | 14         | 9          | 14         | 22         | 37         | —          | 72         | 27         | 58         | 20         | - ARIA : 2 × Platine - BPI : Argent - MC : Platine - RIAA : 2 × Platine - RMNZ : Or                                                                          | Title                          |
| Like I'm Gonna Lose You (featuring John Legend)              | 2015  | 8          | 1          | —          | 8          | —          | —          | 51         | 1          | 67         | 99         | - ARIA : 3 × Platine - MC : Or - RIAA : 2 × Platine - RMNZ : 2 × Platine                                                                                     | Title                          |
| Better When I'm Dancin'                                      | 2015  | —          | 76         | —          | 93         | —          | —          | —          | —          | —          | —          | | Snoopy et les Peanuts, le film |
| No                                                           | 2016  | 3          | 9          | 7          | 10         | 12         | —          | 34         | 18         | 34         | 11         | - ARIA : Platine - BPI : Argent - RIAA : Platine - RMNZ : Or                                                                                                 | Thank You                      |
| Me Too                                                       | 2016  | 13         | 4          | 60         | 9          | 62         | —          | —          | —          | —          | 84         | - ARIA : 2 × Platine - RIAA : 3 × Platine | Thank You                      |
| "—" signifie que le single ne s'est pas classé dans le pays. |       |            |            |            |            |            |            |            |            |            |            | |                                |

### Collaborations
| Titre                                                                    | Année | classement | classement | classement | classement | classement | classement | classement | classement | classement | Certifications                                                                              | Album           |
| Titre                                                                    | Année | US         | AUS        | AUT        | FRA        | IRE        | ITA        | NZ         | SWI        | UK         | Certifications                                                                              | Album           |
| ------------------------------------------------------------------------ | ----- | ---------- | ---------- | ---------- | ---------- | ---------- | ---------- | ---------- | ---------- | ---------- | ------------------------------------------------------------------------------------------- | --------------- |
| Marvin Gaye (Charlie Puth featuring Meghan Trainor)                      | 2015  | 21         | 4          | 3          | 1          | 1          | 6          | 1          | 2          | 1          | - ARIA : 2 × Platine - BPI : Platine - FIMI : 2 × Platine - RIAA : Platine - RMNZ : Platine | Nine Track Mind |
| Boys Like You (Whos Is Fancy featuring Meghan Trainor and Ariana Grande) | 2015  | –          | –          | –          | –          | –          | –          | 26         | –          | –          |                                                                                             |                 |

## Clips videos

### Artiste principal
| Titre                                            | Année | Directeur(s)        |
| ------------------------------------------------ | ----- | ------------------- |
| "All About That Bass"                            | 2014  | Fatima Robinson     |
| "Lips Are Movin"                                 | 2014  | Philip Andelman     |
| "Dear Future Husband"                            | 2015  | Fatima Robinson     |
| "Like I'm Gonna Lose You"(featuring John Legend) | 2015  | Constellation Jones |
| "Better When I'm Dancin'"                        | 2015  | Philip Andelman     |
| "Title"                                          | 2015  | Fatima Robinson     |

### Collaboration
| Titre                                                 | Année | Directeur(s)  |
| ----------------------------------------------------- | ----- | ------------- |
| "Marvin Gaye" (Charlie Puth featuring Meghan Trainor) | 2015  | Marc Klasfeld |